# Памірські народи
Памірці (тадж. помирӣ, також називаються припамірськими народностями або бадахшанцями) — сукупність малих іранських народів, які населяють високогірні області Паміру-Гіндукушу (історична область Бадахшан), розділеного між Таджикистаном, Афганістаном, Пакистаном та Китаєм.
Це ваханці, ішкашимці, шугнанці, рушанці, баджувці, бартангці, язгулямці, що населяють Гірський Бадахшан, а також зебагці та санглічці в Афганському Бадахшані та сарикольці на південному заході Синьцзян-Уйгурського автономного району).
Розмовляють різними памірськими мовами східноіранської групи іранської гілки індоєвропейської мовної родини, чим відрізняються власне від таджиків, мова яких (див. таджицька мова) належить до західноіранських мов. Крім цього, більшість памірців об'єднана на релігійній основі сповіданням ісмаїлізму, також на противагу основній релігії таджиків — сунізму.

## Розселення
Області розселення памірців — західний, південний та східний Памір, що змикається на півдні з Гіндукушем — являють собою високогірні вузькі долини з достатньо суворим кліматом, практично ніде не опускаються нижче позначки 2 000 м над рівнем моря і оточені крутосхилими, покритими вічними снігами хребтами, висота яких місцями доходить до 7 000 м. На північ від Гіндукушского вододілу долини належать до басейну верхів'я Амудар'ї (Верхня Кокча, Пяндж, Памір, Вахандар'я. Східні схили Паміру належать басейну р. Яркенд, на південь від Гіндукушу починається басейн Інду, представлений річками Кунар (Читрал) та Гілгіт.
Предки памірських народів здавна жили в горах Паміру. Вся ця територія здавна становила еклектичний, але єдиний ареал. У 1883 році вона потрапила під владу Афганістану. Внаслідок експансії в XIX ст. Російської, Британської та Китайської імперій та їх сателітів (Бухарського та Афганського еміратів ареали багатьох памірських народів виявилися штучно розділені. У 1895 році частина їх опинилася під владою Російської імперії (зараз вони перебувають у складі Таджикистану). Як спадок колишніх колоніальних часів, землі памірських народів і досі розділяють державні кордони.
Етногеографічними одиницями на Памірі служать історичні області: Шугнан, Рушан, Ішкашим, Вахан, Мунджан, Сариколь, Язгулем — в цілому, спочатку збігалися зі сформованими в них народностями. Якщо в плані матеріальної та духовної культури памірці завдяки тисячолітнім взаємним контактам значно зблизилися один з одним, то вивчення їхніх мов показує, що різні памірські народи вийшли з як мінімум чотирьох стародавніх східноіранських спільнот, лише віддалено споріднених один одному та занесених на Памір незалежно.